# Правящий триумвират Уругвая
Правящий триумвират (исп. Triunvirato de Gobierno) — коллективный орган, осуществлявший высшую исполнительную власть в Уругвае с 25 сентября 1853 года по 12 марта 1854 года.

## История
Когда в 1851 году под лозунгом «нет ни победителей, ни побеждённых» завершилась гражданская война, то ожидалось, что президентом республики станет генерал Эухенио Гарсон. Его неожиданная смерть привела к тому, что на этот пост был избран Хуан Франсиско Хиро; Венансио Флорес — ведущая фигура в партии «Колорадо» — стал политическим главой Монтевидео.
Правительство Хиро пыталось интегрировать бывших участников гражданской войны в единое целое; в частности, Флорес стал главой министерства армии и флота. Однако борьба между двумя партиями усилилась, и в итоге Флорес вынудил Хиро уйти в отставку. Для управления страной до завершения конституционного срока президентства Хиро был образован Триумвират, в состав которого вошли сам Флорес, Фруктуосо Ривера и Хуан Антонио Лавальеха. Однако Лавальеха умер 22 октября 1853 года, а Ривера — 13 января 1854 года, в результате чего вся власть фактически сосредоточилась в руках Флореса. 12 марта 1854 года Генеральная Ассамблея избрала Флореса президентом до окончания конституционного срока Хиро, однако в 1855 году он был свергнут в результате Революции консерваторов.